# Daxin, Jiangsu
Daxin är en köpinghuvudort i Kina. Den ligger i provinsen Jiangsu, i den östra delen av landet, omkring 160 kilometer öster om provinshuvudstaden Nanjing. Antalet invånare är 50 095. Befolkningen består av 23 998 kvinnor och 26 097 män. Barn under 15 år utgör 9,0 %, vuxna 15-64 år 80 %, och äldre över 65 år 10,0 %.
Runt Daxin är det mycket tätbefolkat, med 1 886 invånare per kvadratkilometer. Närmaste större samhälle är Jingang, 13,5 km väster om Daxin. Trakten runt Daxin består till största delen av jordbruksmark.
Genomsnittlig årsnederbörd är 1 488 millimeter. Den regnigaste månaden är juli, med i genomsnitt 228 mm nederbörd, och den torraste är januari, med 46 mm nederbörd.